# White Water!
White Water! est un jeu vidéo développé et publié par Imagic, sorti en 1983 sur Intellivision,.

## Système de jeu
White Water! se compose de deux phases d'action différentes. Le joueur guide tout d'abord un radeau et son équipage de trois hommes dans les rapides déchaînés d'une rivière, en évitant les rochers, les tourbillons, les tonneaux et autres obstacles. Cette séquence est une sorte d'ancêtre spirituel de ce que sera le jeu d'arcade Toobin' d'Atari. Lorsque le radeau atteint une plage, il est possible de débarquer pour pénétrer dans la forêt. S'engage alors une partie de « Capturez le drapeau » avec les indigènes pour s'emparer d'un trésor, tout en évitant les tomahawks. 